# 胡洪 (明朝)
胡洪（1462年—？），字淵之，浙江紹興府餘姚縣人，匠籍，明朝政治人物。

## 生平
成化十九年（1483年）癸卯科浙江鄉試第六十五名舉人。弘治九年（1496年）中式丙辰科會試第九十五名，三甲第五名進士。十六年四月授刑科給事中，正德二年（1507年）九月升工科右，三年十月奉命查盘甘肃等处粮草并点视马匹，升户科左。

## 家族
曾祖胡觀孟；祖父胡尚古；父胡玘宗，母陳氏；繼母黃氏。严侍下。